# Ringkøbing Biograf

## Introduktion
Ringkøbing Biograf, tidligere Ringkøbing Biografteater, Ringkøbing Bio og Kosmorama, ligger i Ringkøbing. Ringkøbing Biograf er en af Danmarks ældst fungerende biografer. Biografen blev etableret i 1909 og kunne i 2009 fejre 100 års jubilæum som den eneste biograf i verden placeret på samme lokation i 100 år.
Ringkøbing Biograf blev grundlagt i 1909 af Frede Skaarup og havde til huse i "Nørrehus" i Ringkøbings gågade. Senere på året, kom elektroinstallatør L. P. Hansen til Ringkøbing og overtog Ringkøbing Biograf (dengang Kosmorama).

## Den første film
Den første film vist i Ringkøbing Biograf (dengang Kosmorama) var Den Lille Hornblæser. En dansk stumfilm instrueret af Eduard Schnedler-Sørensen i 1909. Det originale program er udstillet i Ringkøbing Biograf i dag.

## Nye lokaler og digitalisering
I oktober 2011, flyttede Ringkøbing Biograf ind i bygningen "Borgen" Nygade 30. I forbindelse med flytningen fik man en sal 2 med 59 sæder. Sal 1 blev digitaliseret men digital projektor og 3D fremvisning.
I sal 2 anvendte man den gamle 35mm fremviser fra den gamle biograf helt indtil 2013, hvor sal 2 også blevet digitaliseret - dog uden 3D.

## Drevet af lokale ildsjæle
Biografen startede som en familievirksomhed i 1909, men da Flemming Pedersen døde, ville hans hustru Vera Pedersen lukke biografen. En gruppe af lokale frivillige fra Ringkøbing, overtog derfor driften af biografen i 1999 og driver stadig biografen den dag i dag.
Det er de lokale ildsjæle der sørger for at der stadig vises biograffilm i Ringkøbing, den dag i dag.